# دانشگاه پیام نور همدان
دانشگاه پیام نور همدان براساس تصمیمات جلسات ۹۴ مورخ ۲۷/۸/۶۵ و ۹۷ مورخ ۲۵/۹/۶۵ شورای عالی انقلاب فرهنگی عملاً با پذیرش اولین گروه دانشجو در مهرماه ۱۳۶۷ تأسیس شد.
این دانشگاه پس از تأسیس، با پذیرش اولین گروه دانشجویی خود در ۵ رشته تحصیلی از مهرماه سال تحصیلی ۶۸–۱۳۶۷ فعالیت آموزشی خود را آغاز کرد. ریاست این دانشگاه بر عهده دکتر صفایی می‌باشد